# Kaido Kaaberma
Kaido Kaaberma (* 18. listopadu 1968 Haapsalu, Sovětský svaz) je bývalý sovětský a estonský sportovní šermíř, který se specializoval na šerm kordem. Estonsko reprezentoval od vyhlášení jeho nezávislosti na Sovětském svazu v roce 1992. V roce 1992, 1996 a 2000 startoval na olympijských hrách v soutěži jednotlivců. V roce 1992 bojoval o bronzovou olympijskou medaili a obsadil čtvrté místo. V druhé polovině devadesátých let vytvořil společně s Meelisem Loitem a dalšími konkurenceschopné družstvo kordistů, se kterým se účastnili olympijských her v roce 1996 a 2000. V roce 2001 získal s družstvem druhé místo na mistrovství světa, kterým navázal na deset let starý na titul mistra světa se sovětským družstvem z roku 1991.